# Margistrombus succinctus
Margistrombus succinctus is een slakkensoort uit de familie Strombidae. De wetenschappelijke naam is gepubliceerd in 1767 door Linnaeus.